# چیچیلاکی
چیچیلاکی یک نوع درخت کریسمس سنتی در آداب و رسوم مردم گرجی است که از رشته‌های تراشیده شدهٔ گردو یا فندق و به شکل درختان کاج ساخته می‌شود. اندازهٔ آن‌ها از ۲۰ سانتی‌متر تا ۳ متر متفاوت است.
چیچیلاکی‌ها عمدتاً در نواحی ساحلی گرجستان مرسوم و متداول است اما در بعضی فروشگاه‌های تفلیس نیز قابل تهیه است.

## رسم گرجی
درست کردن چیچیلاکی یکی از رسم‌های مهم کریسمس کلیسای ارتدکس گرجی است که در روز هفتم ماه ژانویه انجام می‌گیرد. گرجی‌ها می‌گویند که این درخت شبیه ریش باسیل قیصریه است کسی که در ایام کریسمس به بازدید مردم می‌رفت، کسی شبیه بابانوئل. چیچیلاکی‌ها همچنین به عنوان نمایندهٔ درخت زندگی سمبل امید برای گرجی‌ها محسوب می‌شود.
هرساله بسیاری از مردم برای خرید چیچیلاکی به بازار می‌روند و سپس آن‌ها را به وسیلهٔ سیب، انار و توت فرنگی تزئین کرده و به عنوان پیشکشی به یکدیگر هدیه می‌کنند.
چیچیلاکی‌ها یک روز مانده به مراسم خاج‌شویان کلیسای ارتدکس گرجی در روز ۱۹ ژانویه طی مراسمی تشریفاتی و به عنوان رفع بدی‌های سال پیشین سوزانده می‌شوند.

## تحریم چیچیلاکی توسط حکومت شوروی
از زمان برقرای اتحاد بین جمهوری‌های شوروی و برقراری حکومت کمونیسم بر آن‌ها در سال ۱۹۲۱ میلادی (۱۳۰۰ شمسی) خرید و فروش و برگزاری مراسم چیچیلاکی ممنوع و غیرقانونی اعلام شد، به این دلیل که دولت آن را یک نماد مذهبی تلقی می‌کرد.
این قانون تا زمان فروپاشی حکومت کمونیسم بر جمهوری‌های شوروی در سال ۱۹۷۱ میلادی (۱۳۷۰ شمسی) به مدت ۷۰ سال به قوت خود باقی ماند و پس از آن دوباره چیچیلاکی‌ها به اوج محبوبیت خود بازگشتند.

## اهمیت زیست‌محیطی
استفاده از چیچیلاکی بر خلاف دیگر درختان کریسمس – که از درختان قطع شدهٔ کاج ساخته می‌شوند – کاری طبیعت دوستانه بوده و باعث حفظ محیط زیست می‌شود، چرا که برای ساخت آن‌ها از شاخه‌های هرس شدهٔ درختان استفاده می‌شود و هرس کردن درختان اقدامی مفید در جهت حفظ سلامت آنان است.

## تصویر

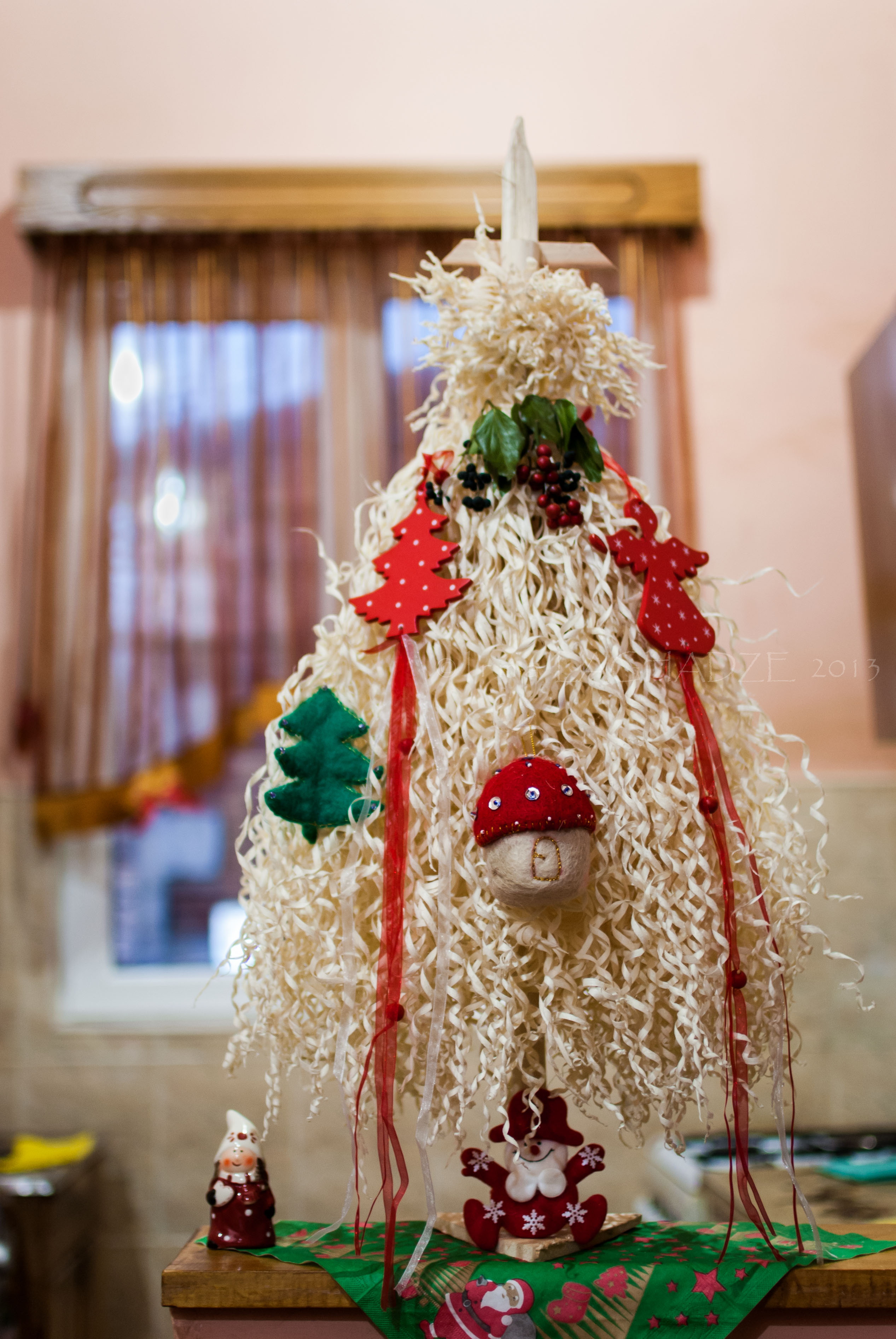
چیچیلاکی

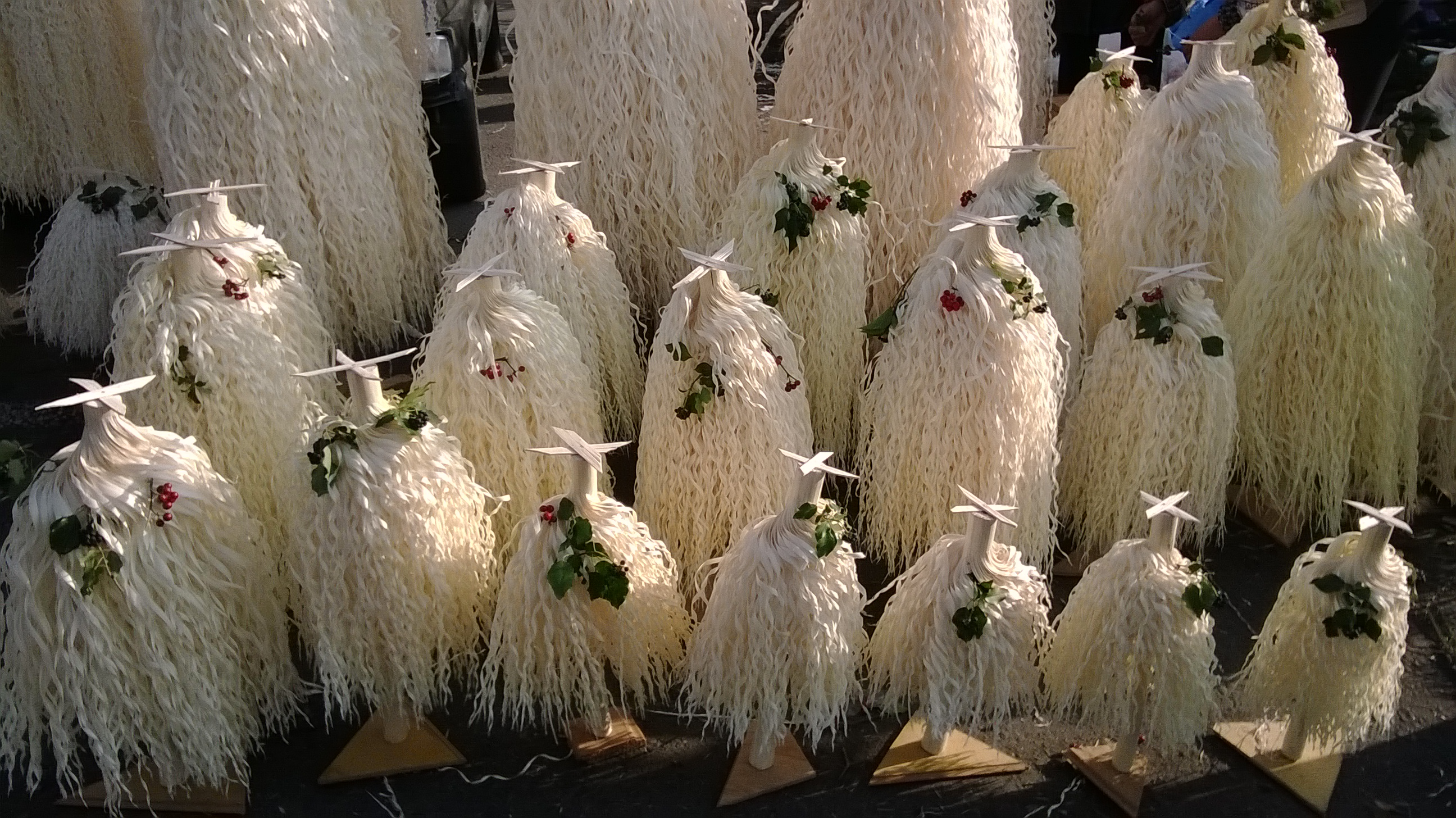
چیچیلاکی در اندازه‌های مختلف